# Барриа, Феликс-Жозеф
Феликс Жозеф Барриа (фр. Félix-Joseph Barrias; 1822—1907) — французский художник. Брат Луи-Эрнеста Барриа.

## Биография
Феликс Жозеф Барриа родился 13 сентября 1822 года в городе Париже; его братом был Луи-Эрнест Барриа, который стал известным скульптором. 
Первые уроки получил от своего отца, художника-керамиста. Затем учился у Леона Конье, после, получив в 1844 году Римскую премию за полотно «Цинциннат принимает римское посольство», в течение четырёх лет совершенствовал своё мастерство в Риме. 
В 1847 году Феликс Жозеф Барриа впервые выставился в Парижском салоне. Затем последовали: «Пленный галл и его дочь в Риме», «Римские патриции, изгоняемые Тиберием», «Сократ, прощающийся с друзьями» (на выставке в Вене в 1873 году) и много других. В числе декоративных работ Барриа — фриз длиной в 162 фута в галерее герцога Вестминстерского в Лондоне, изображающий «Науки и Искусство», три больших панно в Гранд Опера в Париже (гармония, драматическая и эротическая музыка) и стенная живопись в церкви Сент-Эсташ.
Среди его учеников был, в частности, Гюстав Ашиль Гийоме.